# Lijst van burgemeesters van Ophemert
Dit is een lijst van burgemeesters van de voormalige Nederlandse gemeente Ophemert tot die gemeente in 1978 opging in Neerijnen.
| Ambtsperiode | Naam burgemeester                         | Partij of stroming | Bijzonderheden |
| ------------ | ----------------------------------------- | ------------------ | --- |
| 1825 - 1842  | Cornelis Valkis                           |                    | eerder al schout van Ophemert |
| 1842 - 1880  | Gerrit Arend Albertus Cornelis Valkis     |                    | |
| 1880 - 1893  | G. de Haas                                |                    | |
| 1893 - 1895  | Johannes Reinhard Kist                    |                    | eerder burgemeester van Zuid-Scharwoude, later burgemeester van Buren                                                                   |
| 1895 - 1898  | jhr. Anthonij (A.) Bas Backer             |                    | later burgemeester van Elburg en Bloemendaal                                                                                            |
| 1898 - 1899  | mr. Willem (W.) Roosmale Nepveu           | CHU                | later burgemeester van Putten en Apeldoorn                                                                                              |
| 1899 - 1913  | J.H.A. Frieswijk                          |                    | later burgemeester van Doornspijk |
| 1914 - 1923  | jhr. Rhijnvis Feith                       |                    | later burgemeester van Elburg |
| 1923 - 1935  | H.A.R. Jonkers                            |                    | eerder burgemeester van Elburg |
| 1935 - 1944  | mr. F.J. de Bruijn Tengbergen             |                    | |
| 1944 - 1945  | J.F. Remmert                              | NSB                | waarnemend; tevens burgemeester van o.a. Geldermalsen                                                                                   |
| 1945 - 1961  | mr. F.J. de Bruijn Tengbergen             |                    | tevens burgemeester van Varik (1949-1961)                                                                                               |
| 1961 - 1978  | Emile Rudolf (E.R.) Westerbeek van Eerten | CHU / DS'70        | tevens burgemeester van Varik (1961-1978) en (waarnemend) burgemeester van Est en Opijnen (1971-1976), later burgemeester van Neerijnen |